# Eagle-Eye Cherry
Eagle-Eye Cherry, właśc. Eagle-Eye Lanoo Cherry (ur. 7 maja 1968 w Sztokholmie) – amerykańsko-szwedzki muzyk rockowy.
Syn znanego artysty jazzowego Dona Cherry’ego. Jego siostry przyrodnie – Neneh Cherry i Titiyo również zajmują się zawodowo karierą muzyczną. Brat Will Marsden to zawodowy tenisista brytyjski.

## Dyskografia

### Albumy
- 1997: Desireless
- 2000: Living In the Present Future
- 2001: Present/Future
- 2003: Sub Rosa
- 2007: Live And Kicking
- 2012: Can’t Get Enough

### Single
- 1997: Save Tonight
- 1998: When Mermaids Cry
- 1998: Falling In Love Again
- 1999: Permanent Tears
- 2000: Promises Made
- 2000: Are You Still Having Fun?
- 2000: Long Way Around
- 2003: Skull Tattoo
- 2003: Don't Give Up